# 殺人

殺人（さつじん）とは人を殺すこと。

## 概説
殺人は重い犯罪として規定されている場合が多い（殺人罪）。殺人した者は法域によっては死刑に処される場合がある。
殺人が故意で計画的に行われたのか、一時の激情で無計画に行われたのか、殺害人数などから量刑の大小や法的な扱いを変える法体系になっている事が多い。
組織的に大量殺戮を行う事件もしばしば起きる。
戦争もこの一種である。

## 種類
強盗の際に殺人した場合は、強盗殺人という。これは強盗被害者に捕縛されないよう、あるいは犯行を目撃した強盗被害者の口封じ又は犯行発覚を遅らせるため殺害する場合がある。それを犯す罪を「強盗致傷罪」と言い、状況を考慮し非常に重い量刑となる場合がある。
通常の殺人と比較して特に残酷な動機・手法で行われる殺人を「猟奇殺人」（りょうきさつじん）と分類する。
大勢の人を殺すことを大量殺人や大量殺戮と表現する。
個人犯はスプリー・キラーと呼ばれる。さらに1人ずつ、日を分けて、大人数を殺していく殺人者はシリアルキラーと分類される。
何らかの政治的意図で行われた殺人はテロリズムともされる。
ギャラリー

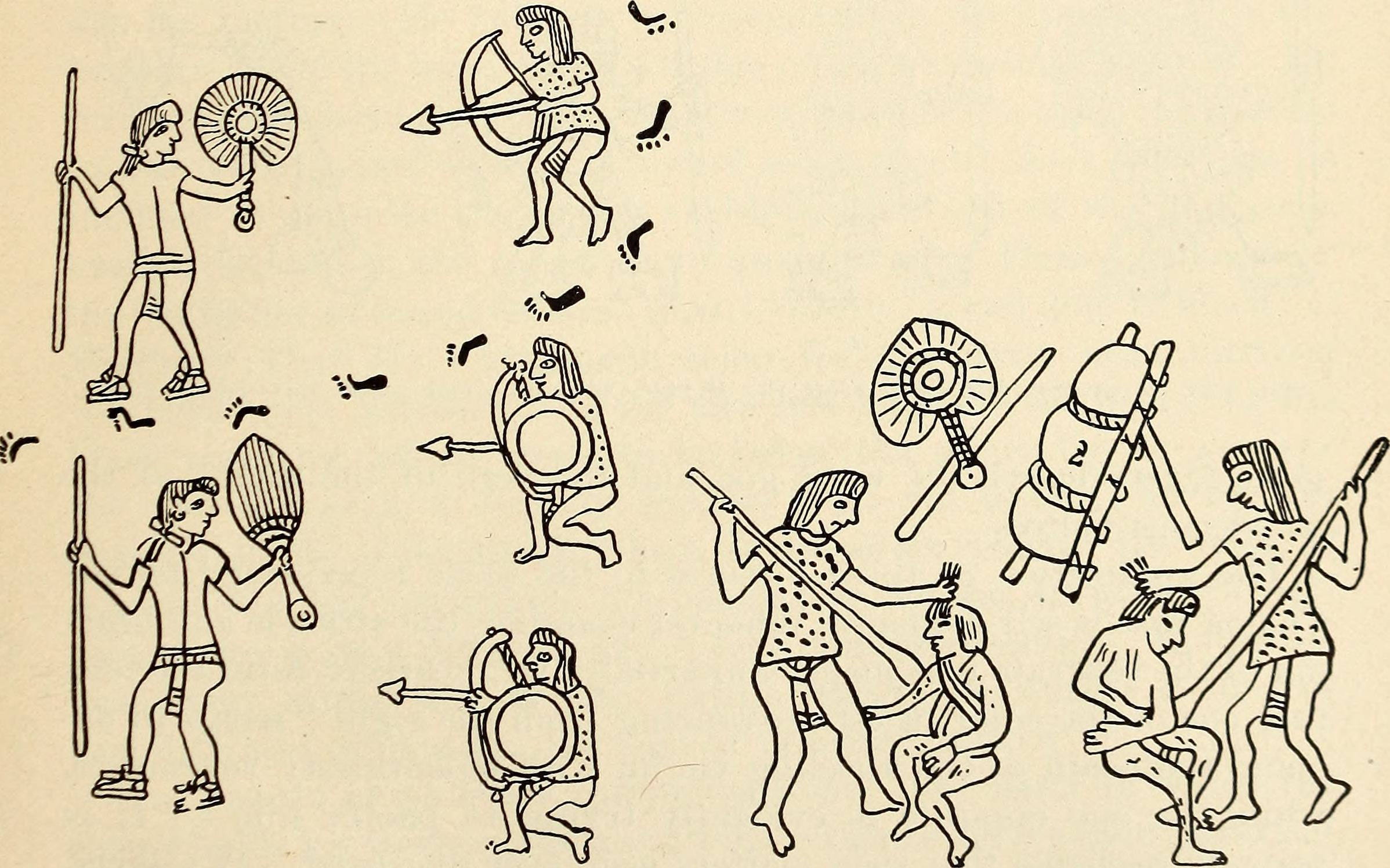
人を殺す中央アメリカ古代の戦士たち
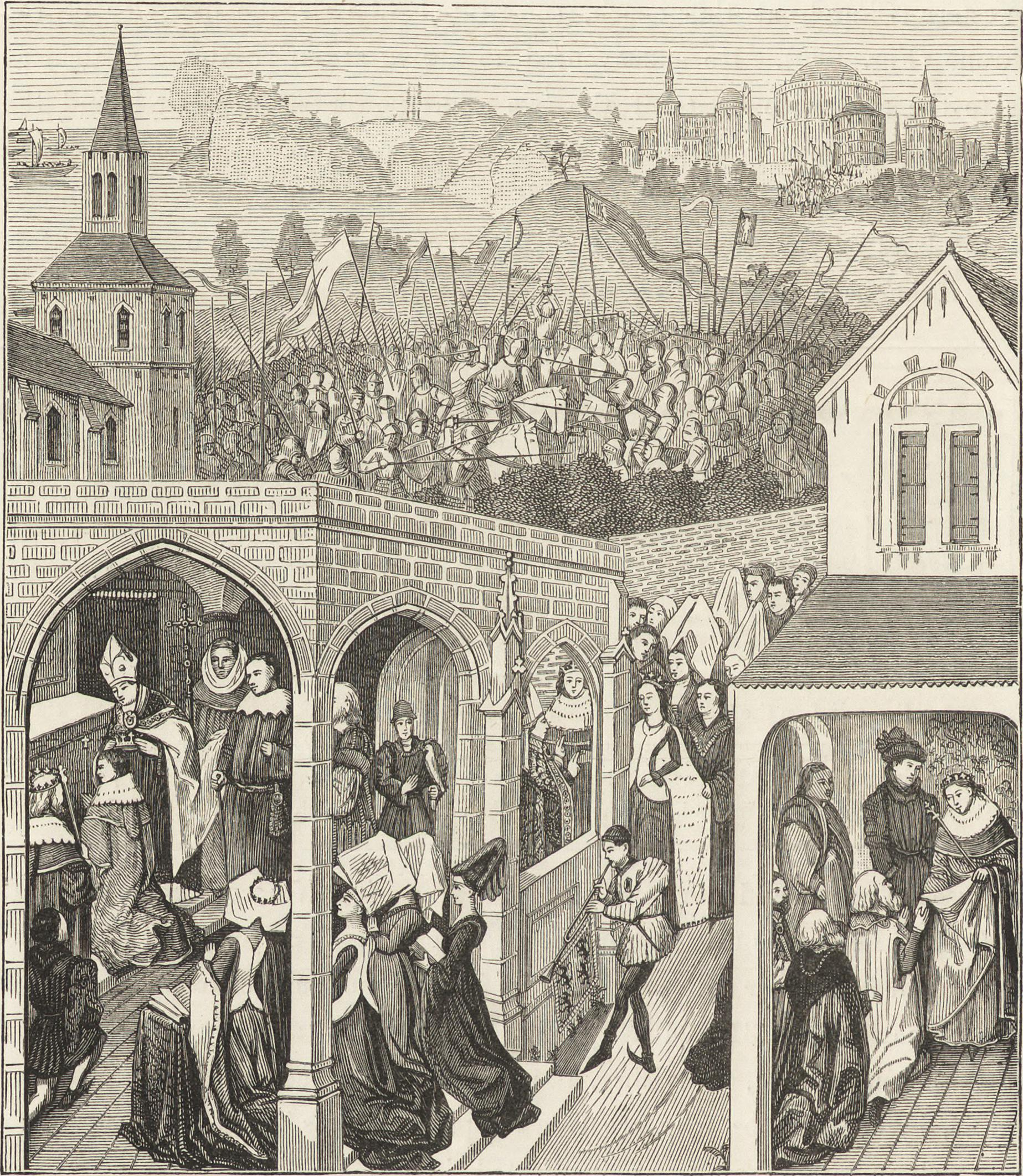
ヨーロッパ中世。「戦争」という名目で大量の殺人が行われた時代。
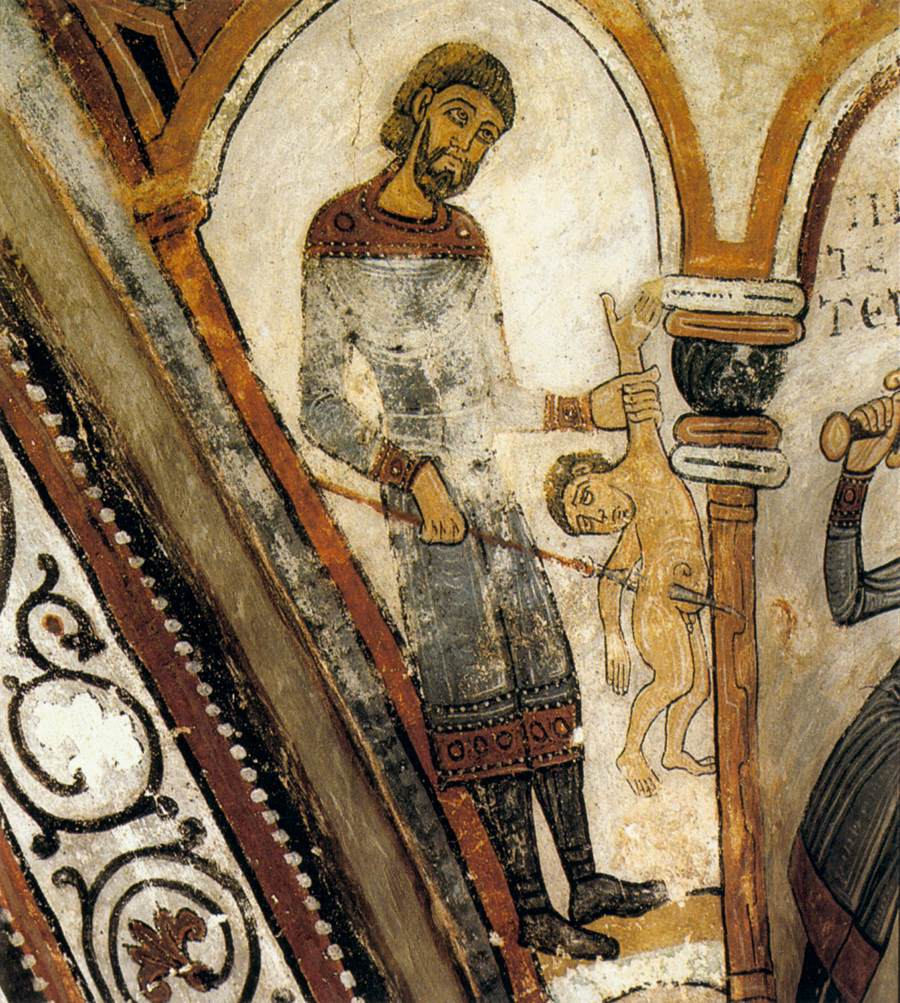
ベツレヘムにおける殺人（12世紀の絵画）
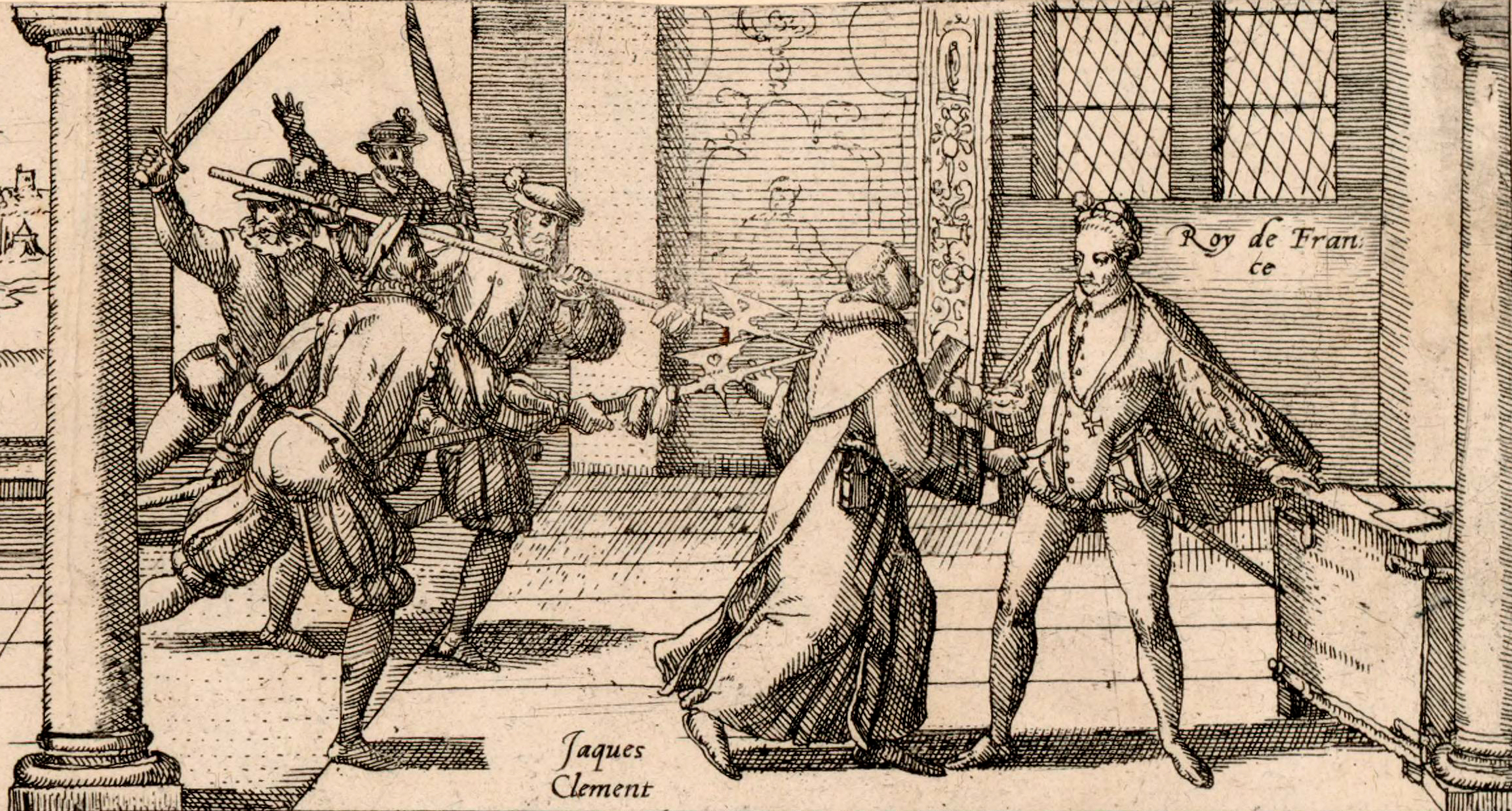
1589年、ジャック・クレマンによるアンリ3世の殺害
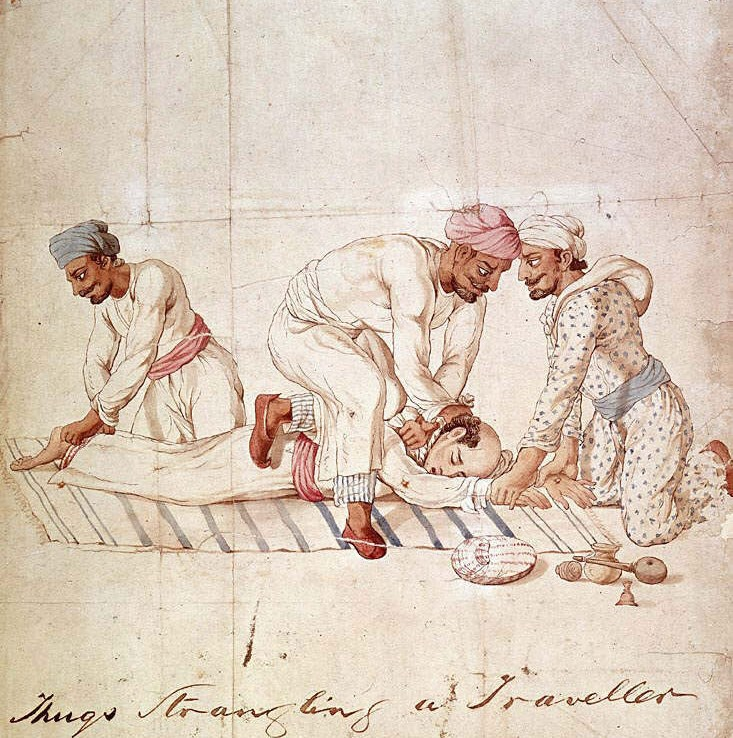
タギーの殺人 (インド、中世）
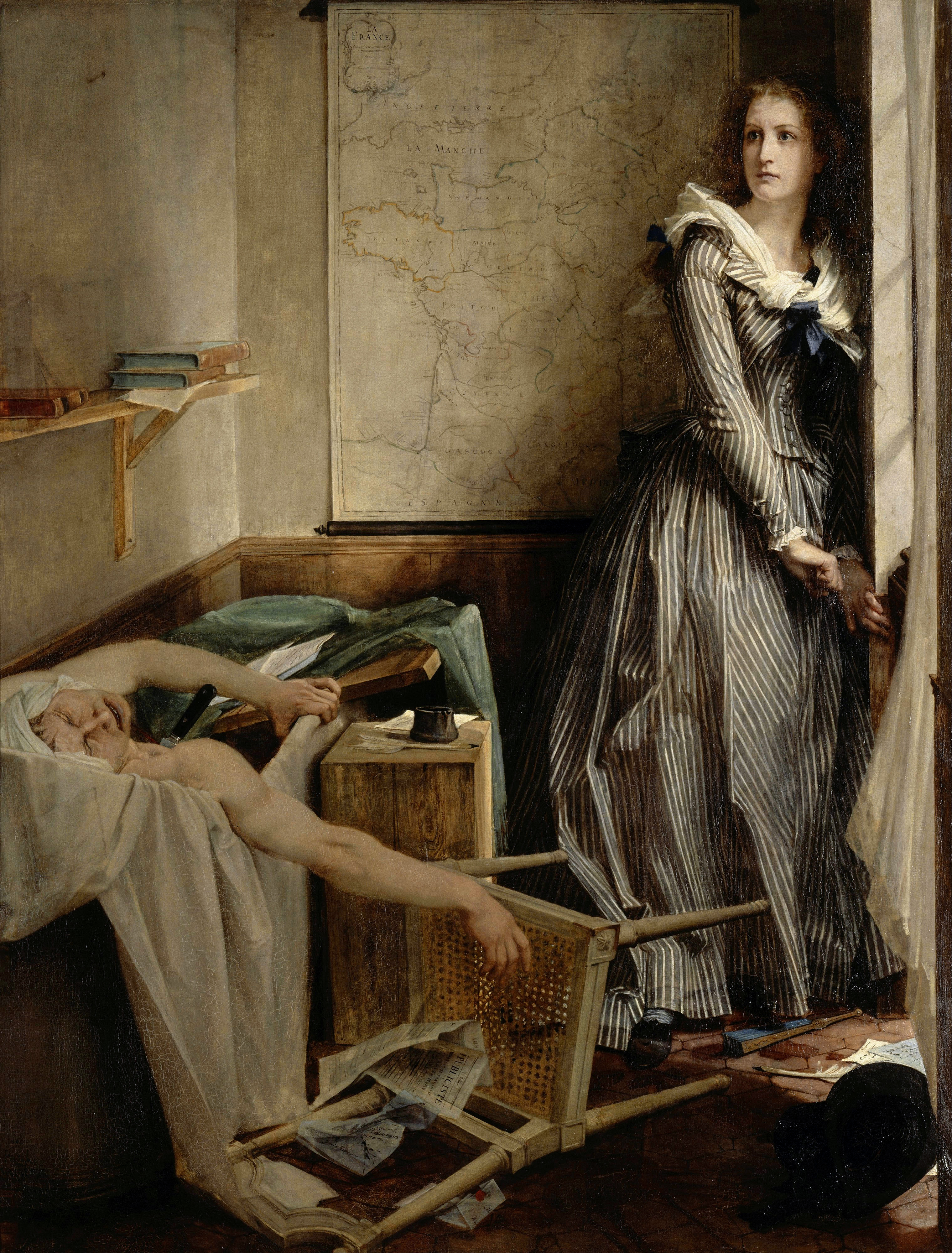
シャルロット・コルデーによるジャン＝ポール・マラーの殺害（1793年）を描いた油絵。
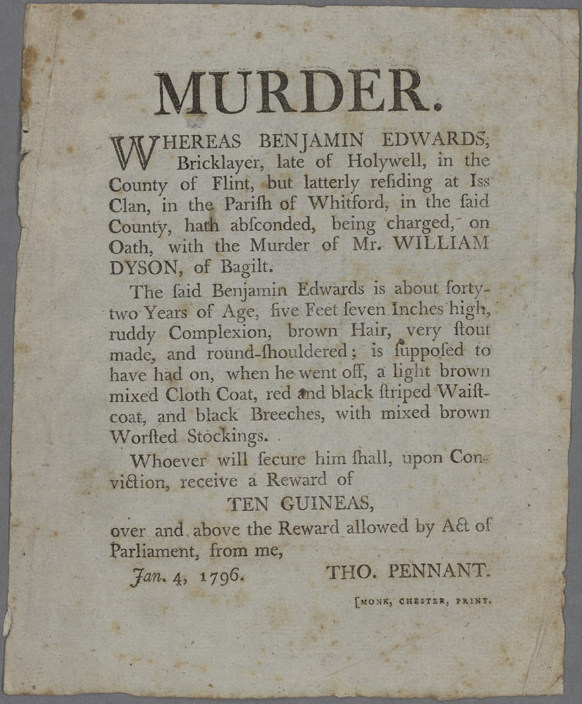
殺人事件に関するポスター（1796年）
クークラックスクランの来訪。1872年の絵画。玄関で銃をかまえ黒人を撃ち殺すクークラックスクランのメンバー。
1890年の絵画、'Murder in the House'。
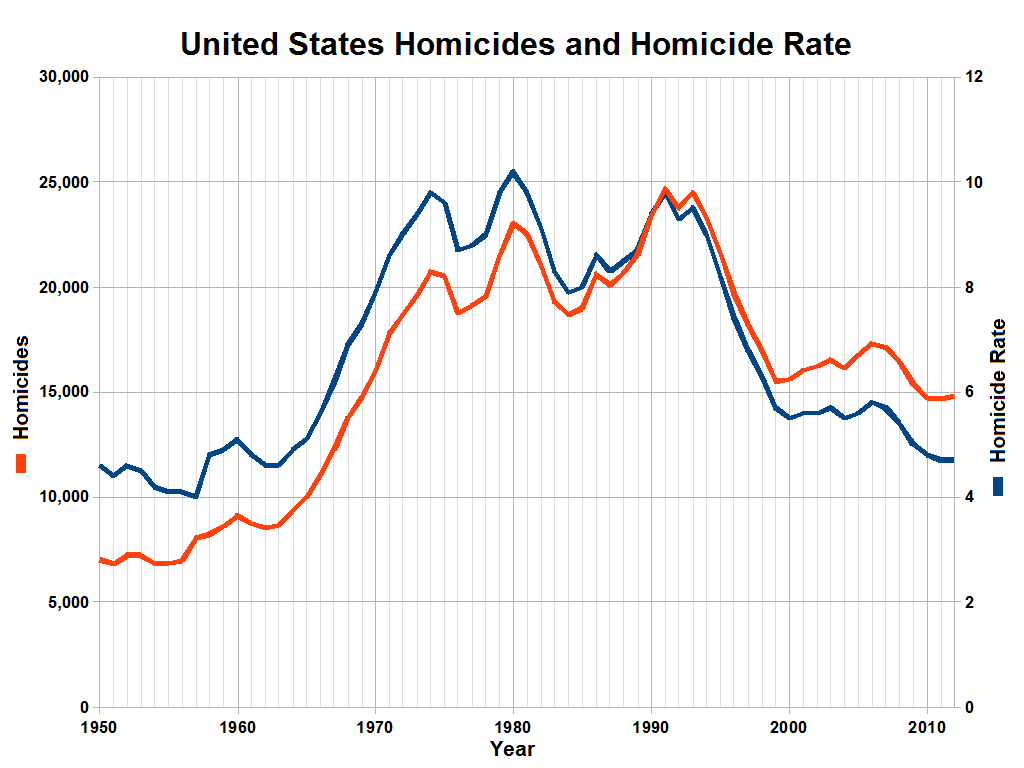
アメリカ合衆国の殺人統計のグラフ

## 法律
2020年現在、全ての国で殺人は禁止されている（殺人罪）。
加害者の故意が認められない場合は法的には殺人とはされないが、別の罪（傷害致死罪、過失致死罪、危険運転致死傷罪等）に問われることがある。また、明確な殺意を持っていなくとも、自身の行為によって相手の生命を奪う可能性を認識していた場合には「未必の故意」を問われる可能性がある。
胎児を殺すこと（中絶すること）については、扱いは国や地域によって異なっており、認めている国も禁止している国もある。
組織的に人を殺すこともやはり殺人には変わりない。ただし国によっては、刑罰として人を殺すこと（死刑、死刑執行）については殺人罪に問われないようにして、（一応）合法としていることも多い。ただし、死刑に関しては賛否両論で世論が割れることは多い（死刑存廃問題）。死刑執行命令を出す権限を持つ人物が（日本においては法務大臣）、自身の信念などに基づいて執行命令を出すのを控えることはある。また法的な枠組みとしては死刑が認められていても、恩赦等の政治的・行政的な措置によって死刑が行われることを回避するということもしばしば行われている。なお政権が国民の支持を失い交代すると、前政権にはそもそも正当性がなかったとして、死刑執行命令を出したことも違法な行為だったとして、遡って以前の権力者が殺人罪に問われ裁かれることもある。
軍人が行う殺人については「戦争が起こっている際に、政府の正規軍等が戦時国際法の規定の範囲で戦闘行為を行う場合は人を殺しても罪には問われない」などと、ある国の中でしか通用しない法律の文言で、定めてしまっていることは多い。ただし、そのような法律は、その国の中でしか通用しない法律であって、国際法は国際法で別にあり、ひとつの国家よりも　もっと高い次元で、軍人たちの罪は裁かれる。国際司法裁判所の場などで、軍人であろうが、必要性・必然性の無い殺人を行った場合は罪に問われる。また政府軍・正規軍であろうが、正当性を著しく欠く殺人を行うと人道に対する罪に問われ裁かれることになる。軍人であろうが、人道に対する罪を犯せば、捉えられ、事後的に処刑されることはある。
公海上の海賊など「人類共通の敵」に対しては武力行使が認められている。このため、海賊の取り締まり等で、結果として殺人が行われることがある。これについても、どんな殺人でも認められるというわけではなく、殺人罪に問われないのは、手続き・手順を守り、やむを得ず行われた場合に限る。
自国の領土ではあるが、法的支配が及んでいないとして殺人が処罰されないこともある。例としてインドでは北センチネル島に住む先住民が「現代社会の一部ではない」として殺人を黙認された。これは殺人の概念や違法性を説くどころか、これまで幾度か来訪した人間を殺害する等して外部の人間との接触を拒み対話のチャネルが全く無いためである。
殺人が故意で計画的に行われたのか、一時の激情で無計画に行われたのか、ということで量刑の大小など法的な扱いを変える法体系になっていることは多い。
例外によっては、殺人が合法化された国家や社会がある。江戸時代の日本では、武士が、無礼を働いた百姓や町人を切り付けることは切捨御免の規定に基づき認められていた。ただし、これも所定の手続きを踏んでいないと行えなかった。

## 犯行

### 方法
殺人は相手の人物の生命活動や行動を不可逆的に断つことが目的であり、その手段は古今東西枚挙に暇がない。
動物は基本的に、全ての生体活動を司る脳の機能停止、呼吸器系・循環器系の遮断、物理的な打撃・火傷・感電等による身体の損傷や失血、毒物や毒ガス、水等による呼吸不全や臓器不全、酷暑や酷寒といった苛烈な環境に置くことによる衰弱、水や栄養を断つことによる衰弱・栄養失調によって不可逆的に死に至る。よって、手段を簡潔に例示すれば、絞殺・刺殺・銃殺・殴打・放火・電撃等の頭部や身体への物理的な攻撃、毒物・毒ガス、溺水、苛烈な環境への放置、水分や栄養の断絶等が挙げられる。それらの行為は広義では死刑執行、戦時中においてさえ「殺人」と言える。
そして、それらを自身に対して行った場合（縊死、自刃、飛び降り、鉄道自殺、服毒、入水等）には前述の通り自身に対する殺人行為と言える。

### 動機
動機も千差万別である。しかし、殺人はどの国においても重罪であり、宗教・思想・感情的にも忌避されるだけでなく、実行やその後の隠蔽工作、発覚後の逃亡に大変な肉体的・精神的な負荷を伴うため、特定個人を殺害する場合や大量殺人、快楽殺人においてさえ、よほど強い動機を持つか、あるいは非常に切迫した状況下にいなければ人は殺人を犯さない。
まず、特定個人に対する殺意を持つ場合であるが、対象の人物よりトラブルや嫌がらせ等の大きな物理的・経済的・精神的な苦痛が相手よりもたらされた場合、また考え・思想・宗教の相違等により対象人物に対して強い憎悪を抱き、抹殺したいという思いを強くする場合が挙げられる。大量殺人や連続殺人においては対象が複数人に及ぶ。これは個人的な怨恨による殺人が挙げられる。対立する人種や宗教の人物を狙った大量殺人もある。
また、自身が犯した別の犯罪や公表されたくない秘密を相手が握っており、特に相手から脅される等をして暴露されることが差し迫っている場合、口封じのために殺す場合もある。前述の強盗殺人もこれに当てはまる部分がある。
一方、人を殺すことそのものを目的とするケースには大量殺人や快楽殺人が挙げられる。これは社会に対する不満を訴える手段、社会的な注目を浴びたいという欲望、人を殺すことに快楽を覚える場合等がある。

### 隠蔽
全ての国家では殺人は罪に問われるため、他の犯罪にも言えることだが、ごく一部の猟奇殺人のケースを除き、自身が警察等の法治組織に逮捕されることを防ぐため、自身が殺人を犯したこと、また殺人があったことそのものを隠蔽する必要がある。その方法もまた枚挙に暇がない。
前者においては、自身が殺人を行ったことを隠蔽するには、殺人の起こった時刻にその場に居合わせることが不可能だったことを示唆する（アリバイ工作）、殺人が起こった場所の何者かが入った痕跡を消す・残さない（密室殺人）、自身と被害者の接点や動機を隠す、被害者の自殺に見せかける偽装自殺が一般的に行われる。また後者においては、死体遺棄、バラバラ殺人等の方法で遺体を隠し、あるいは消滅させ殺人の痕跡を消し去る工作をする。
また、殺人があったこと、自身の犯行であることが明らかになった場合、長期間の逃亡を図り法治機関の逮捕を免れようとする場合もある。時効がある国や州、地域においては時効が切れるまで逃亡を図ることがある。また、偽名を用いながら国中の各地や海外へ逃亡する、整形や荒療治により人相を変えて逃亡することもある。

## 統計

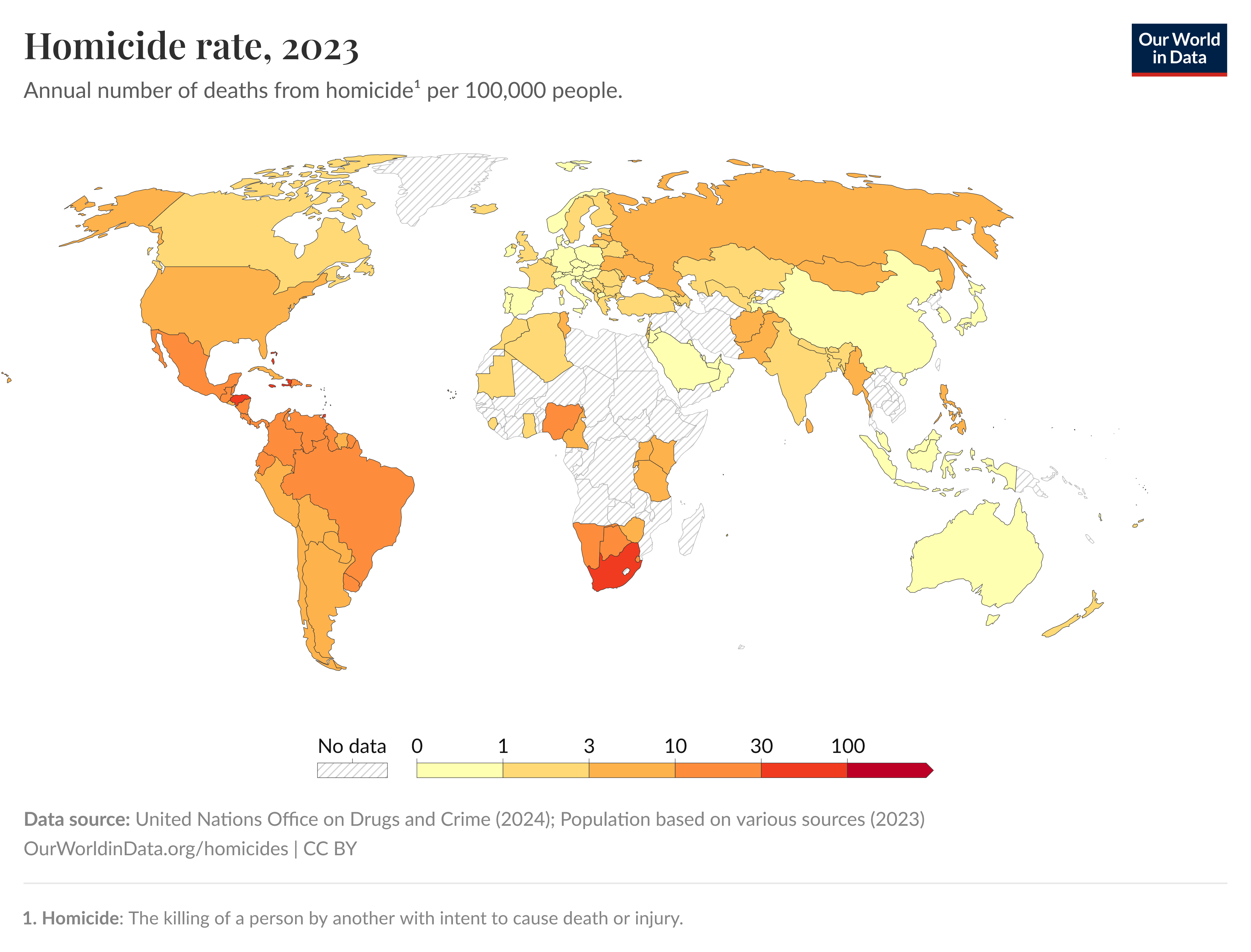
故意で計画的な殺人の発生率。人口10万人当たりの発生件数。2023年の数値

ストックホルム での殺人発生率の歴史。1400年代以降。中世には殺人発生率が高かったことが読み取れる。100,000人あたり45に対して、1950年代には0.6と大きく減少している。ただし直近の10年では少し発生率が上昇している。

UNODC (United Nations Office on Drugs and Crime)によれば、2022年に世界で約44万8,000件の殺人（既遂）が発生しており、人口10万当たり約5.61件であった。更に、2019年～2021年の年間平均で約44万人が殺人によって死亡しており、殺人犠牲者の内、テロによる死亡者は、約5%に当たる2万2,000人であった。なお、武力紛争による死亡者数は同期間で年間平均で9万4,000人（但し、ウクライナ紛争による犠牲者は含まれない。更に、殺人犠牲者の中には武力紛争中に行われた非合法の殺人犠牲者が含まれている。）。
被害者の性別は、約81%が男性であり、人口10万人当たりで、男性は約9.3人、女性は約2.2人であった。地域別で見た場合、アメリカ大陸は男性は約27.0人、女性は約3.4人と性別で約7.9倍の差が生じている。そして、女性の場合、全世界の女性被害者の約66%が、配偶者またはそれに準ずる者によって殺されている。
更に、2021年に起きた世界の殺人の約22%が犯罪組織によるものであり、アメリカ大陸においては、約半分を占める。2015年から2021年の間に推定で毎年に平均約10万人が犯罪組織により殺害されている（日本の場合、全犯罪組織のあらゆる形態の殺人犠牲者数は不明だが、同期間で暴力団の対立抗争による死亡者数は8人で全員暴力団構成員、銃器使用による死亡者数は12人[12人の中には、対立抗争によるものも含まれる。]）。
別のWHOの統計では、2019年に推定47万5,000人が殺害され、人口10万人当たり約6.2人であった。男女別で見た人口10万人当たりの殺人被害者数は、男性は9.8人、女性は2.4人であった。人口10万人当たりの年齢別では、15-29歳の若年層の約9.8人が最も高く、年齢層が高くなるごとに減っていっている。
UNODC (United Nations Office on Drugs and Crime)によれば、2023年（イギリス(イングランドおよびウェールズ)とロシアは2021年、中国は2020年、世界は世界銀行のデータで2020年、台湾は2015年。なお、北朝鮮はWHOのデータで2019年）主な国の人口10万人当たり殺人既遂発生率は、世界は5.61件、アメリカ合衆国5.76件、イギリス(イングランドおよびウェールズ)1.15件、イギリス（北アイルランド）0.52件、イギリス（スコットランド）1.04件、ドイツ0.91件、イタリア0.57件、フランス1.34件、スウェーデン1.15件、オーストラリア0.85件、スイス0.60件、ロシア6.77件、中国0.50件、台湾0.82件、韓国0.48件、北朝鮮4.2人、日本0.23件である。
世界で最も低い国・地域はバチカン市国の0.00件であり、次いでシンガポールが0.07件、3番目にオマーンが0.14件であった。
逆に最も高い国・地域はセントクリストファー・ネイビスの64.16件（但し、既遂件数は30件）、次いでセントビンセント・グレナディーンは51.32件（但し、既遂件数は52件）、3番目はジャマイカの49.44件である。3番目に高いジャマイカの既遂件数は、1,404件であった。
ジャマイカの人口は、2022年時点で約282.7万人であるが、ジャマイカに近い人口を擁する茨城県（推計人口約282.5万人）では、未遂含め19件であり、発生率は0.67件であった。

### 日本
UNODC (United Nations Office on Drugs and Crime)の調査による2023年の統計では、日本では年285件の殺人（既遂）が発生しており、人口10万人あたりの発生率は0.23件で、2023年の報告書を提出した86国・地域中でバチカン市国・シンガポール・オマーンに次いで4番目に低い。また、女性に対する故意の殺人（既遂）の発生率は、2023年で0.23件の144件であり、バチカン市国、バミューダ諸島(バミューダ諸島は、2023年は0.00件であり、2009年～2023年の間の女性に対する殺人既遂件数は7件であった。)・シンガポール・オマーン・キプロス・イギリス（北アイルランド）に次いで7番目に低かった。
なお、日本の統計において「殺人」は、殺人既遂のみならず殺人未遂・予備や自殺教唆・幇助をも含むと定義されている ため、それらを除けばより少ない値となる。殺人既遂のみに限った場合の年間被害者数は2023年で年間229人（男性：118人 女性：111人）である 。
また、別の警察庁の統計によれば、殺人による死亡者数は285人（男性：141人 女性：144人）であり、殺人以外も含めた刑法犯罪による死亡者数は608人（男：357人　女：251人）人口比10万人あたりでは、約0.49人であった。
そして、日本の殺人（上記の通り未遂・予備等含む）認知件数は、1954年（昭和29年）と1955年（昭和30年）には年間3000件を超えていた時期があった。しかし2013年以降は、2014年以外で年間1000件を下回っており、900件台（2016年・2021年・2022年除く）で推移し、2024年は970件（10万人当たり0.78件）となっている。また、2022年には853件、人口比（10万人当たり）0.68件と戦後最低件数を更新した。更に、2022年において富山県で起きた殺人事件は富山県警察が把握している限り未遂含めて0件であった。
日本における殺人の検挙人数の男女比は、2022年は男子606人、女子202人と男子の比率が75.0%、女子の比率が約25.0%であった。ただし、嬰児殺の場合、検挙された8人中7人が女性であった。。2010年の調査において、被疑者と被害者との関係は30.3%が親族、58.5%が親族を含まない面識者、11.1%が面識のない者であった。また、2023年では被疑者と被害者との関係は約40.4%が親族（既遂は約49.1％）、約45.0%が親族を含まない面識者（同約41.2%）、面識のない者が約13.5%（同約5.8％）であった。なお、2015年以降は20代で検挙された者が増加傾向にある。
他の先進国に比べて低いとされる日本の殺人発生率は、警察が殺人発生率の増加を恐れるなどの理由により不審な死（変死）の可能性があっても解剖に回さず、自殺や事故、心不全にしたがるため殺人が見逃された結果であるという説もある。
事実として、1998年から2012年までに45件の見逃しが発覚しており、その内配偶者や親しい知人が被疑者であった事案が36件、睡眠導入剤等の薬毒物が使用された事案が11件となっている。更に、期間が重複するが、2011年から2019年の間には、新たな死因・身元調査法などの効果により11件（内6件は近畿連続青酸殺人事件）に減少したが、見逃しが生じた。また司法解剖の医師不足は深刻であり、警察の死体取扱い数に対する司法解剖率は2024年時点で解剖率は約9.8%であり、社会全体の高齢化による死亡者数の増加スピードが勝っているため、2016年以降は低下傾向にある。そして、都道府県によって解剖率が異なり、兵庫県の25.0％から広島県の1.9％とかなり幅があり、47都道府県中36都道府県が10％未満である。また、2020年4月1日から死因究明体制の充実に向け、国と地方公共団体の責務として専門的な人材の確保などを定めた死因究明等推進基本法が施行された。

## 宗教と殺人
ほとんどの宗教では、基本的に殺人は行ってはいけないこととして扱われている。例えば、仏教の五戒においても不殺生戒があげられている。しかし、世界宗教の多くの聖典には暴力や殺人を正当化できる理論や実例が含まれており、歴史的に多くの宗教戦争や事件が起きている。
輪廻の考えを持つ仏教には、現世のすべては虚妄であるという「空」の理論と、殺人より正法を誹謗中傷することのほうが罪が重いという教えがあり、これらが仏教を巡る多くの暴力の口実となってきた。
セム型一神教であるユダヤ教、キリスト教、イスラム教は、同じ信仰を共有する集団のための宗教として発展してきた。旧約聖書やクルアーン、ハディースでは条件付きながら異教徒の撲滅や殺人を推奨しており、非暴力を説いた新約聖書を聖典とするキリスト教も、必要な時は旧約聖書を引いて暴力を正当化している。
以下では、殺人だけではなく、殺人を含む戦争や侵略などの暴力に関する各宗教の見解について概説する。

### ユダヤ教
ユダヤ教のタナハ（聖書）では、様々な殺人について記載されている。創世記では、カインとアベルの章で、カインがアベルを殺したのが人類最初の殺人とされる。また、ユダヤ人の祖先であるヤコブの娘ディナがヒビ人のシケムに犯されると、兄弟シメオンとレビは剣を取って町を襲い、男子をことごとく殺し、シケムとその親ハモルを殺し、ディナを助けた。ヤコブは厳しく二人を批難した。また、ヤコブの子ユダの長子エルは神の意に反したので殺され、ユダはエルの弟オナンに兄の妻を娶るよう言われたが、精液を地に漏らしたため、神に殺された。また、ソドムとゴモラは神によって滅ぼされた。
モーセの十戒の中では神(ヤハウェ)は殺人を禁じたが、以下に見るように異教徒の殺害は繰り返し行われた。
モーセ不在の間、金の子牛を祀った人々3000人はモーセによって虐殺された。また、レビ記20章ではモレク信者や、口寄せまたは占い師、父母をのろう者などは必ず殺されなければならないとされる。
民数記では、カナン人のアラデの王がモーセを遮ると、神はモーセの要求に応じてカナン人を絶滅した。モーセはアモリ人の王シホンを打ち破り占領、バシャン王オグがモーセを遮ると、バシャンのすべての民を撃ち殺した。ではモーセは報復として遊牧民ミデアン人の男、男を知っている女をみな殺した。
申命記7章では神はユダヤ人に敵対するヘテ、ギルガシ、アモリ、カナン、ペリジ、ヒビ、エブスの7つの部族の絶滅を命じているとモーセは告げる。

### キリスト教
イエス・キリストは「悪人に手向かうな。もし、だれかがあなたの右の頬を打つなら、ほかの頬をも向けてやりなさい。」「敵を愛し、迫害する者のために祈れ。」「敵を愛し、憎む者に親切にせよ。のろう者を祝福し、はずかしめる者のために祈れ。」と愛敵を説き、暴力を否定した。
一方、イエスはファリサイ派らに対して「あなたがたは自分の父、すなわち、悪魔から出てきた者であって、その父の欲望どおりを行おうと思っている。彼は初めから、人殺しであって、真理に立つ者ではない。彼のうちには真理がないからである。彼が偽りを言うとき、いつも自分の本音をはいているのである。彼は偽り者であり、偽りの父であるからだ。」と言った。

#### 十字軍
しかし、その後のキリスト教の歴史においては聖戦思想として戦争を肯定し奨励することが度々なされた。第1回十字軍でウルバヌス2世教皇は、トルコ人やペルシア人を絶滅せねばならないと述べた。
第2回十字軍を勧誘したクレルヴォーのベルナルドゥスは1130年の著作「新しい騎士たちを称えて」で、「彼（騎士）は死を恐れはしない。むしろ死を望む。」「汝ら騎士たちよ、自信を持って進め。勇気をもってキリストの十字架の敵を追い払え。（略）戦いから勝利のうちに帰還することはなんと名誉あることか。殉教者として戦いのうちに死ぬことはなんと祝福されることか。」「キリストの騎士たちは、敵を殺すことで罪を犯すとか、自身の死によって危険がもたらされるということを危惧することなく、主のための戦いを安心して行うことができる。」「キリストのために殺すか死ぬかすることは罪ではなく、最も名誉なことである。殺すのはキリストのためであり、死ぬのはキリストをうることである。」「キリストの騎士は、恐れることなく殺し、さらに安んじで死ぬ。」「悪行者を殺害しても、彼はまさしく殺人者ではなく、もしそういえるとすれば、悪殺者（malicida)である。」「異教徒の死はキリスト者の名誉である。なぜなら、それはキリストの栄光を称えるものだからである。」と説いた。第2回十字軍が惨敗すると、ベルナルドゥスは惨敗の原因を十字軍兵士の罪に求めた。

#### イエズス会
日本でもイエズス会による異教徒弾圧の動きがあった。イエズス会日本支部の準管区長ガスパール・コエリョは日本全土をキリスト教に改宗させたあとには日本人を尖兵として、中国に攻め入る計画を持っており、実際に宣教を優位に進めるため、またキリシタン大名を支援するために、フィリピン艦隊の派遣を求めたり、大砲を搭載した船を建造させた。
コエリョはキリシタン大名の大村純忠に領内の異教徒の根絶を進言した。さらにコエリョがキリシタン住民にデウスと偶像崇拝の違いについて説教すると、住民たちは仏教寺院を何一つ残らないほどに破壊した。コエリョは他にも信徒に仏教寺院への放火を進め、領内の神社仏閣は破壊され、その後、87の教会が建設され、大村純忠の6万人の家臣は全員キリスト教に改宗した。このことを報告したルイス・フロイスも「善はデウスの御慈悲に出ずるが、デウスの無限の恩恵によって、かくてこのようなことが生じた」と称賛している。コエリョは豊臣秀吉に対して、寺社破壊は信者の自発的行動であると回答したが、しかしこれはキリスト教に基づくイエズス会の意図でもあった。
こうした状況は他のキリシタン大名大友義鎮の領内でも同様であり、高山右近の領内の神社仏閣は破壊され、高槻城を中心とした領内（現在の高槻市）には当時の神社仏閣はほとんど残っておらず、有馬晴信の領内でも仏教寺院が焼かれた。キリシタン大名の小西行長は、領内の住民にキリスト教への信仰を強制しただけでなく、一度キリシタンになったものの浄土真宗を説いていた仏教僧侶を殺害した。
日本贔屓といわれたオルガンティーノも寺社破壊を「善き事業」として賞賛し、「寺院の最後の藁に至るまで焼却することを切に望む」と書簡で報告した。

#### 島原の乱
島原の乱ではキリシタン弾圧が苛烈であった一方で、蜂起後のキリシタンも非キリスト教徒の村民に対してキリスト教への改宗を迫った。蜂起した大矢野村（現上天草市大矢野島)のキリシタン民は、浄土真宗の岩屋泊村民に対して「キリシタンにならなければ皆殺しにする」とキリスト教への改宗を脅迫し、島原有馬藩では蜂起したキリシタンによって代官、仏教寺院の僧侶、神社の神職（社人）らが殺害され、キリスト教に改宗しない家は放火された。天草御領村（現天草市五和町)もキリシタンではなかったため放火され、住民は海へ避難したが、一揆は「キリシタンにならなければ皆殺しにする」と迫ったので否応なく改宗した。

#### プロテスタント
宗教家のトマス・ミュンツァーによるドイツ農民戦争では農民10万人が犠牲となった。マルティン・ルターは鎮圧側に変更した後、1525年の『盗み殺す農民に対して』において反乱農民の殺害を煽った。また、ルターは魔女狩りでも魔女として女性数人の殺害を支持した。
古プロイセン合同福音主義教会牧師のディートリヒ・ボンヘッファーは、ヒトラーの行動は人間軽蔑の極み、神への軽蔑であり絶対に許容できないとし、ヒトラー殺害の道徳的是非については神に委ねるとして、ヒトラー暗殺計画に加担した。

### イスラム教
イスラム教の聖典コーランには「汝らに戦いを挑む者があれば、アッラーの道において（聖戦すなわち宗教のための戦いの道において）堂々とこれを迎え撃つがよい。だがこちらから不義をし掛けてはならぬぞ。アッラーは不義をなす者どもをお好きにならぬ」「騒擾がすっかりなくなる時まで、宗教が全くアッラーの（宗教）ただ一条になる時まで、彼らを相手に戦いぬけ」、「多神教徒を見つけ次第殺してしまうが良い。ひっ捉え、追い込み、いたるところに伏兵を置いて待ち伏せよ。」とジハード（聖戦）が説かれる。
ムハンマドの言行録「ハディース」「聖戦と遠征の功徳」には、「イブン・アッバースによると、神の使徒は「メッカ征服後に移住というものはなく、ただ聖戦と善意あるのみ。汝ら戦いに喚びかけられたならば、直ちにそれに赴け」と言った。」「アッラーの御為に財産も生命も賭して戦うこと。（略）そうすればアッラーも必ずお前たちの罪を赦し、せんせんと河水流れる楽園に入らせ、アドンの園の素晴らしい住居に入れて下さろう」と聖戦について説かれた。
イスラーム学者の井筒俊彦は「神の啓示に関係のない邪宗徒の場合は、イスラームに改宗するのが生命を保持するための唯一の道であり、そうでなければ剣で斬られるほかはない」状況がかつてはあったとする。また、ムハンマドの時代のアラブ諸部族では部族ごとに神々がおり、当時のカアバ神殿にはそれぞれの部族の神々が祀られ、女神像さえあったが、ムハンマドはそれら全ての多神教の偶像を打ち壊し、以後、アラブの多神教は途絶えた。

### 仏教
仏典においては、殺人是認論が各経典に見られる。

#### 華厳宗
中国華厳宗の澄観(738年 - 839年）による論書「大方広仏華厳経疏」十廻向品には「悪趣の有情を救わんがため、衆生の苦悩を救わんが為に菩薩は悲願の働きをかけていく。菩薩は衆生を利益せんが為に代受苦として苦行を実践する。菩薩は煩悩による苦の身体を受け、衆生が苦の因を造らないように法を説く。そして菩薩は衆生が無間地獄に堕ちるような行為を止めさせようと殺害するのであった。華厳宗の智儼も「華厳経内章門等雑孔目章」において「菩薩は命ある衆生の命を断じる。（略）（迷いの）六道相続の命を断じるので殺生と名付ける。

#### 臨済宗
臨済義玄(? - 867年）の『臨済録』「内においても、外においても、出逢った者は、すぐに殺せ。仏に逢えば仏を殺し、祖師に逢えば祖師を殺し、羅漢に逢えば羅漢を殺し、父母に逢えば父母を殺し、親類縁者に逢えば親類縁者を殺してこそ、はじめて解脱して、何者にも拘束されず、一切に透脱して自在を得る」 と説く。
しかし、仏教学者西村恵信は殺人（殺母、殺父、殺阿羅漢）は仏教の五逆罪であり、宗教の否定であり、そのまま実践すれば地獄に堕ちる行為であるが、「もし作業に落ちて仏を求めたら、仏は生死輪廻の大きな兆である」（11段）というのであり、仏そのものが否定されているのではなく、臨済の「殺す」は仏や法や師を「求めることを殺す」と読まれるべきであるという。

#### 浄土真宗
親鸞(1173年-1262年)は『正像末和讃』で浄土真宗の信仰を否定する者は地獄に堕ちるとし、「皇太子聖徳奉讃」では浄土真宗の信仰を滅ぼそうとする者に対して暴力でもって戦うべきだと受け取れる文言を残している。
浄土真宗本願寺派は石山合戦で「進者往生極楽　退者無間地獄（進む者は往生極楽、退く者は無間地獄）」と軍旗に書き、一向一揆の享禄・天文の乱では証如が討ち死にされた者は極楽に往生すると述べた。

#### 日蓮宗
日蓮は「日本国の念仏者と禅と律僧等が頸を切ってゆいのはまにかくべし」（高橋入道殿御返事）などと説いた。

### ヒンドゥー教
ヒンドゥー教には輪廻の概念が有り、肉体を霊魂の一時的な所有物とする死生観がある。その聖典『バガヴァッド・ギーター』では、他人の肉体を抹殺しても、その生命の本質である霊魂が傷つくことはないと説いている。

### オウム真理教
麻原彰晃を教祖とするオウム真理教は、坂本堤弁護士一家殺害事件、松本サリン事件、地下鉄サリン事件で多数の人間を殺害し、またオウム真理教男性信者殺害事件など信者を殺害する事件も度々起こしていたことが裁判で判明した。
また、麻原はチベット密教などで意図的に自己または他者の意識を移し替える転移・遷有の修行を意味する「ポア」を「殺害」という意味で用い、また信者らに殺人を命令したり、殺害後に殺害を正当化する為に用いた。タントラ密教におけるヨーガ体系においてポアは、殺害とか他者の魂を奪う意味はない。

## 関連作品
映画
- 殺人!
- 殺人者 (映画)

小説
- ひとごろし（山本周五郎の小説）

### 注
1. ↑  日本の旧刑法（1908年（明治41年）に廃止）では、「故殺」（こさつ、一時の感情による無計画な殺人）と、謀殺（ぼうさつ、計画的な殺人）とを区別していた。